# Gaje (obwód tarnopolski)
Gaje (ukr. Гаї, Haji) – wieś na Ukrainie w rejonie krzemienieckim należącym do obwodu tarnopolskiego.